# قماش خرساني
القماش الخرساني (بالإنجليزية: Concrete Canvas أو Concrete Cloth)‏ هو قماش سميك مصنوع من مكونات الخرسانة، له نفس مرونة أقمشة الملابس العادية ولكنه شديد الصلابة بمجرد أن تتم هدرجته بواسطة الماء ليصبح تمامًا مثل الخرسانة العادية وذو قدرة على تحمل الطرق عليه وعلى احتمال درجات حرارة مرتفعة للغاية.
يستخدم القماش الخرساني لبناء مباني خرسانية بشكل سريع وسهل جدًا مما يجعلها مناسبة للأستخدام في اوقات الأزمات، كحالات إيواء المتضررين من الكوارث الطبيعية، أو حالات مثل بناء معسكرات ووحدات إسعاف لمواقع عسكرية.
يباع القماش الخرساني كقطعة ضخمة من القماش مطوية داخل كيس من البلاستيك المقوى، يتم نقلها إلى موقع البناء ثم يفتح الكيس البلاستيكي من الأعلى فتحة صغيرة لتمرير ماء كافي لغمر القماش الخرساني داخل الكيس بالماء. ويترك القماش مغمورًا بالماء لوقت كافي حتى تكتمل عملية الهدرجة لجميع أجزاء قطعة القماش الضخمة. ثم تتم إزالة الكيس من على القماش لتبدأ عملية ضغط الهواء داخل القماش حتى يتمدد ليأخذ شكل المبنى الذي صممت قطعة القماش لتكون عليه. وقد تحتاج عملية تمديد القماش إلى مساعدة لسحب القماش بشكل يسمح للهواء بالتغلغل داخله حتى تتمدد جميع أجزاءه. وبعد انتهاء عملية نصب القماش يترك لمدة يوم ليجف وتقسو المواد الخرسانية بداخله ليصبح بعد ذلك جاهز للاستعمال.